# 圣玛丽德希尼亚克
圣玛丽德希尼亚克（法語：Sainte-Marie-de-Chignac，法語發音：[sɛ̃t maʁi də ʃiɲak]）是法国多尔多涅省的一个旧市镇，属于佩里格区。2017年1月1日，圣玛丽德希尼亚克并入市镇布拉扎克-伊勒-马努瓦尔。

## 地理
圣玛丽德希尼亚克（45°7'51"N, 0°49'44"E）面积11.8 平方千米，位于法国新阿基坦大区多爾多涅省，该省份为法国西南部内陆省份，是法國本土面积第三大的省，大致对应佩里戈尔地区，北起顺时针与夏朗德省、上维埃纳省、科雷兹省、洛特省、洛特-加龙省、吉倫特省和滨海夏朗德省接壤。
与圣玛丽德希尼亚克接壤的市镇（或旧市镇、城区）包括：马尔萨内、马努瓦尔河畔圣洛朗。

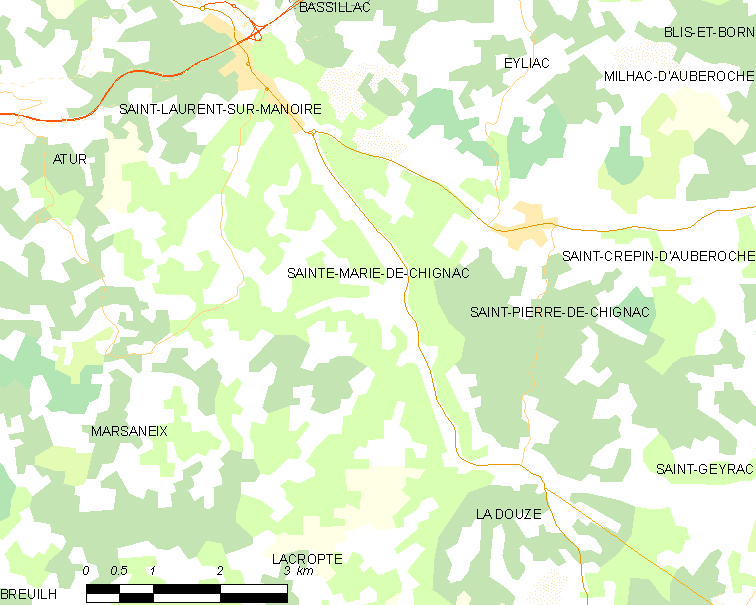
圣玛丽德希尼亚克的OSM定位图

圣玛丽德希尼亚克的时区为UTC+01:00、UTC+02:00（夏令时）。

## 行政
圣玛丽德希尼亚克的邮政编码为24330，INSEE市镇编码为24447。

## 政治
圣玛丽德希尼亚克所属的省级选区为伊勒-马努瓦尔县。

## 人口

1962-2008年间圣玛丽德希尼亚克人口变化图示

圣玛丽德希尼亚克于2018年1月1日时的人口数量为629人。